# 1454 Kalevala
För andra betydelser, se Kalevala (olika betydelser).
1454 Kalevala eller 1936 DO är en asteroid upptäckt 16 februari 1936 av den finske astronomen Yrjö Väisälä vid Storheikkilä observatorium. Asteroiden har fått sitt namn efter det finska nationaleposet Kalevala.